# Haeterius plicicollis
Haeterius plicicollis är en skalbaggsart som beskrevs av Leon Fairmaire 1876. Haeterius plicicollis ingår i släktet Haeterius och familjen stumpbaggar. Inga underarter finns listade i Catalogue of Life.